# Cherish (grupo)
Cherish é um girl group americano de R&B formado em Atlanta, Geórgia, em 2002. É composto pelas irmãs Farrah King, Neosha King, e das gêmeas Felisha King e Fallon King. Elas obtiveram um grande sucesso com o hit "Do It to It", que chegou a 12ª posição na Billboard Hot 100.
O grupo chegou à fama em 2003, quando elas foram apresentados no single "In Love wit Chu", de Da Brat. Elas rapidamente seguiram com sua estreia oficial, o single "Miss P.", que teve sucesso menor na parada genérica Hot R&B/Hip-Hop Songs. Após o fracasso do single, naquele momento, o álbum de estreia foi cancelado. No entanto, elas continuaram gravando músicas, e emprestaram suas vozes para a trilha sonora do filme Meninas Superpoderosas. Em 2006, o quarteto lançou seu segundo single oficial, "Do It to It". Este foi um sucesso comercial e crítico, e foi seguido por seu álbum de estreia, Unappreciated, que alcançou o número 4 na parada Billboard 200, nos EUA. 2008 viu o lançamento do segundo álbum de estúdio do grupo, The Truth. Este não se saiu tão bem como o seu anterior, não conseguindo atingir o top 20 na Billboard 200. Foi, no entanto, precedido pelo lançamento de seu segundo sucesso no top 40, "Killa", que chegou ao número 39 na Billboard Hot 100.

## Discografia

### Álbuns
| Ano  | Álbunm | Melhor Posição | Melhor Posição | Melhor Posição | Vendas                 |
| Ano  | Álbunm | EUA            | EUA R&B        | RU             | Vendas                 |
| ---- | --- | -------------- | -------------- | -------------- | ---------------------- |
| 2003 | The Moment - Lançado: Cancelado - Gravadora: Cancelado - Formatos: Cancelado                                                      | —              | —              | —              |                        |
| 2006 | Unappreciated - 1º álbum de estúdio - Lançado: 15 de agosto de 2006 - Gravadora: Capitol Records - Formatos: CD, download digital | 4              | 4              | 80             | - : 537,487 - : 30,000 |
| 2008 | The Truth - 2º álbum de estúdio - Lançado: 13 de maio de 2008 - Gravadora: Capitol Records - Formatos: CD, download digital       | 40             | 6              | —              | - : 30,659             |

### Singles
| Ano  | Música                     | EUA | EUA R&B | EUA Pop | RU  | Álbum                                                                    |
| ---- | -------------------------- | --- | ------- | ------- | --- | ------------------------------------------------------------------------ |
| 2003 | "Miss P." (com Da Brat)    | —   | 87      | —       | —   | The Moment                                                               |
| 2006 | "Do It to It" (com Sean P) | 12  | 10      | 9       | 30  | Unappreciated                                                            |
| 2006 | "Unappreciated"            | 41  | 14      | 65      | 187 | Unappreciated                                                            |
| 2007 | "Killa" (com Yung Joc)     | 39  | 53      | 23      | 52  | The Truth & Step Up 2: Music From The Original Motion Picture Soundtrack |
| 2008 | "Amnesia"                  | —   | 61      | —       | —   | The Truth & Step Up 2: Music From The Original Motion Picture Soundtrack |

### Singlescomo participação
| Ano  | Música                                          | EUA | EUA. R&B | RU | Álbum                     |
| ---- | ----------------------------------------------- | --- | -------- | -- | ------------------------- |
| 2003 | "In Love wit Chu" (Da Brat com Cherish)         | 44  | 32       | 29 | Limelite, Luv & Niteclubz |
| 2009 | "Don't Let Him Get Away" (Rasheeda com Cherish) | —   | —        | —  | Certified Hot Chick       |